# Copa Intertoto 1978
La Copa Intertoto 1978 es la 18.ª edición de este torneo de fútbol a nivel de clubes de Europa. Participaron 48 equipos de las asociaciones miembro de la UEFA.
No hubo un campeón definido ya que cada ganador de grupo se llevaba la copa, pero se considera como campeón al Tatran Prešov de Checoslovaquia por ser el club que mostró el mejor rendimiento durante el torneo.

## Fase de grupos
Los 48 equipos fueron divididos en 12 grupos de 4 equipos, en donde los ganadores de cada grupo se llevaban la copa y el premio monetario del torneo.

### Grupo 1
| Club           | G | E | P | GF | GC | Pts. |
| -------------- | - | - | - | -- | -- | ---- |
| Duisburg       | 3 | 3 | 0 | 9  | 4  | 9    |
| Bohemians      | 1 | 4 | 1 | 5  | 5  | 6    |
| Rapid Wien     | 1 | 3 | 2 | 6  | 8  | 5    |
| IFK Norrköping | 1 | 2 | 3 | 7  | 10 | 4    |

|     | DUI | BOH | AUS | NOR |
| --- | --- | --- | --- | --- |
| DUI |     | 2-1 | 3-0 | 1-1 |
| BOH | 1-1 |     | 1-1 | 1-1 |
| AUS | 0-0 | 0-0 |     | 4-1 |
| NOR | 1-2 | 0-1 | 3-1 |     |

### Grupo 2
| Club             | G | E | P | GF | GC | Pts. |
| ---------------- | - | - | - | -- | -- | ---- |
| Slavia Praga     | 6 | 0 | 0 | 21 | 8  | 12   |
| Kaiserslautern   | 4 | 0 | 2 | 18 | 10 | 8    |
| OB               | 1 | 0 | 5 | 8  | 16 | 2    |
| Wacker Innsbruck | 1 | 0 | 5 | 8  | 21 | 2    |

|     | SLA | KAI | OBK | INN |
| --- | --- | --- | --- | --- |
| SLA |     | 4-2 | 3-1 | 4-0 |
| KAI | 1-3 |     | 4-1 | 3-1 |
| OBK | 1-3 | 1-2 |     | 4-1 |
| INN | 3-4 | 0-6 | 3-0 |     |

### Grupo 3
| Club          | G | E | P | GF | GC | Pts. |
| ------------- | - | - | - | -- | -- | ---- |
| Hertha Berlin | 4 | 1 | 1 | 12 | 3  | 9    |
| Slavia Sofia  | 2 | 3 | 1 | 9  | 7  | 7    |
| Kalmar FF     | 2 | 1 | 3 | 8  | 10 | 5    |
| Vejle         | 1 | 1 | 4 | 4  | 13 | 3    |

|     | HER | SLA | KAL | VEJ |
| --- | --- | --- | --- | --- |
| HER |     | 3-0 | 1-0 | 2-0 |
| SLA | 1-1 |     | 4-1 | 2-0 |
| KAL | 2-1 | 1-1 |     | 3-0 |
| VEJ | 0-4 | 1-1 | 3-1 |     |

### Grupo 4
| Club                   | G | E | P | GF | GC | Pts. |
| ---------------------- | - | - | - | -- | -- | ---- |
| Eintracht Braunschweig | 4 | 1 | 1 | 10 | 3  | 9    |
| Standard Liège         | 2 | 3 | 1 | 6  | 3  | 7    |
| Grasshopper            | 1 | 3 | 2 | 4  | 5  | 5    |
| B 1903                 | 1 | 1 | 4 | 7  | 16 | 3    |

|      | BRA | STA | GRA | 1903 |
| ---- | --- | --- | --- | ---- |
| BRA  |     | 0-1 | 0-0 | 5-1  |
| STA  | 0-1 |     | 0-0 | 3-0  |
| GRA  | 0-2 | 0-0 |     | 1-2  |
| 1903 | 1-2 | 2-2 | 1-3 |      |

### Grupo 5
| Club             | G | E | P | GF | GC | Pts. |
| ---------------- | - | - | - | -- | -- | ---- |
| Malmö FF         | 5 | 1 | 0 | 11 | 3  | 11   |
| Zürich           | 3 | 0 | 3 | 6  | 7  | 6    |
| Maccabi Tel Aviv | 2 | 0 | 4 | 10 | 10 | 4    |
| Admira Vienna    | 1 | 1 | 4 | 6  | 13 | 3    |

|     | MAL | ZUR | MTA | FIR |
| --- | --- | --- | --- | --- |
| MAL |     | 2-0 | 3-1 | 2-1 |
| ZUR | 0-2 |     | 0-3 | 2-0 |
| MTA | 0-1 | 0-2 |     | 5-1 |
| ADM | 1-1 | 0-2 | 3-1 |     |

### Grupo 6
| Club              | G | E | P | GF | GC | Pts. |
| ----------------- | - | - | - | -- | -- | ---- |
| Lokomotíva Košice | 4 | 2 | 0 | 17 | 4  | 10   |
| Bryne FK          | 3 | 2 | 1 | 10 | 5  | 8    |
| Sturm Graz        | 2 | 0 | 4 | 4  | 11 | 4    |
| Sion              | 0 | 2 | 4 | 4  | 15 | 2    |

|     | LOK | BRY | STU | SIO |
| --- | --- | --- | --- | --- |
| LOK |     | 2-1 | 4-0 | 5-0 |
| BRY | 1-1 |     | 2-0 | 2-2 |
| STU | 0-3 | 0-2 |     | 3-0 |
| SIO | 2-2 | 0-2 | 0-1 |     |

### Grupo 7
| Club          | G | E | P | GF | GC | Pts. |
| ------------- | - | - | - | -- | -- | ---- |
| Tatran Prešov | 6 | 0 | 0 | 18 | 2  | 12   |
| Esbjerg       | 3 | 1 | 2 | 10 | 8  | 7    |
| Wiener SC     | 1 | 1 | 4 | 3  | 15 | 3    |
| Young Boys    | 0 | 2 | 4 | 2  | 8  | 2    |

|     | TAT | ESB | WSC | YOU |
| --- | --- | --- | --- | --- |
| TAT |     | 4-2 | 6-0 | 1-0 |
| ESB | 0-2 |     | 3-1 | 3-0 |
| WSC | 0-4 | 0-1 |     | 2-1 |
| YOU | 0-1 | 1-1 | 0-0 |     |

### Grupo 8
| Club            | G | E | P | GF | GC | Pts. |
| --------------- | - | - | - | -- | -- | ---- |
| Maccabi Netanya | 3 | 3 | 0 | 16 | 8  | 9    |
| Sloboda Tuzla   | 3 | 2 | 1 | 12 | 9  | 8    |
| Elfsborg        | 2 | 2 | 2 | 11 | 15 | 6    |
| Lillestrøm      | 0 | 1 | 5 | 6  | 13 | 1    |

|     | NET | SLO | ELF | LIL |
| --- | --- | --- | --- | --- |
| NET |     | 2-2 | 7-1 | 1-0 |
| SLO | 2-2 |     | 3-2 | 2-1 |
| ELF | 2-2 | 1-0 |     | 0-0 |
| LIL | 1-2 | 1-3 | 3-5 |     |

### Grupo 9
| Club              | G | E | P | GF | GC | Pts. |
| ----------------- | - | - | - | -- | -- | ---- |
| GAK               | 4 | 0 | 2 | 15 | 9  | 8    |
| Pirin Blagoevgrad | 3 | 1 | 2 | 9  | 7  | 7    |
| Vojvodina         | 3 | 0 | 3 | 13 | 11 | 6    |
| Start             | 1 | 1 | 4 | 6  | 16 | 3    |

|     | GAK | PIR | VOJ | STA |
| --- | --- | --- | --- | --- |
| GAK |     | 2-1 | 1-2 | 4-1 |
| PIR | 1-0 |     | 2-1 | 3-1 |
| VOJ | 3-5 | 2-1 |     | 5-1 |
| IKS | 1-3 | 1-1 | 1-0 |     |

## Otros Grupos
Había información acerca de otros grupos, pero estaba incompleta y no se sabía si estaba relacionada con la Copa Intertoto.